# Эрнандес Аяла, Роберто
Роберто Эрнандес Аяла (исп. Roberto Hernández Ayala; род. 11 июня 1967, Ла-Пьедад) — мексиканский футболист и футбольный тренер. Выступал на позиции защитника.

## Карьера игрока
Роберто Эрнандес начинал свою карьеру футболиста в мексиканском клубе «Сантос Лагуна». 9 декабря 1990 года он дебютировал в мексиканской Примере, выйдя в основном составе в гостевом матче с «Пуэблой». В 1992 году Эрнандес стал игроком «Монтеррея». 28 февраля 1993 года он забил свой первый гол на высшем уровне, сравняв счёт в гостевом поединке против «Пачуки». С 1994 по 1999 год Эрнандес выступал за «Монаркас Морелию», а затем вернулся в «Монтеррей». Карьеру игрока он закончил в 2002 году, будучи футболистом «Монаркас Морелии».

## Карьера тренера
По окончании карьеры игрока Роберто Эрнандес остался работать тренером в «Морелии». Он руководил резервной командой клуба, а также временно исполнял обязанности главного тренера основной команды, когда появлялась такая необходимость. Эрнандес возглавлял «Мериду» в сезоне 2007/08 и «Торос Несу» в 2013—2015 годах. С февраля 2017 года он занимает пост главного тренера «Монаркас Морелии».

## Достижения

### В качестве тренера
«Монаркас Морелия»
- Финалист Кубка Мексики (1): Кл. 2017